# Makkum
Makkum – miejscowość w Holandii, położona nad sztucznym jeziorem IJsselmeer. Znany ośrodek wypoczynkowy, popularne kąpielisko, przystań dla jachtów, port, ośrodek wyrobu tradycyjnych wyrobów ceramicznych.

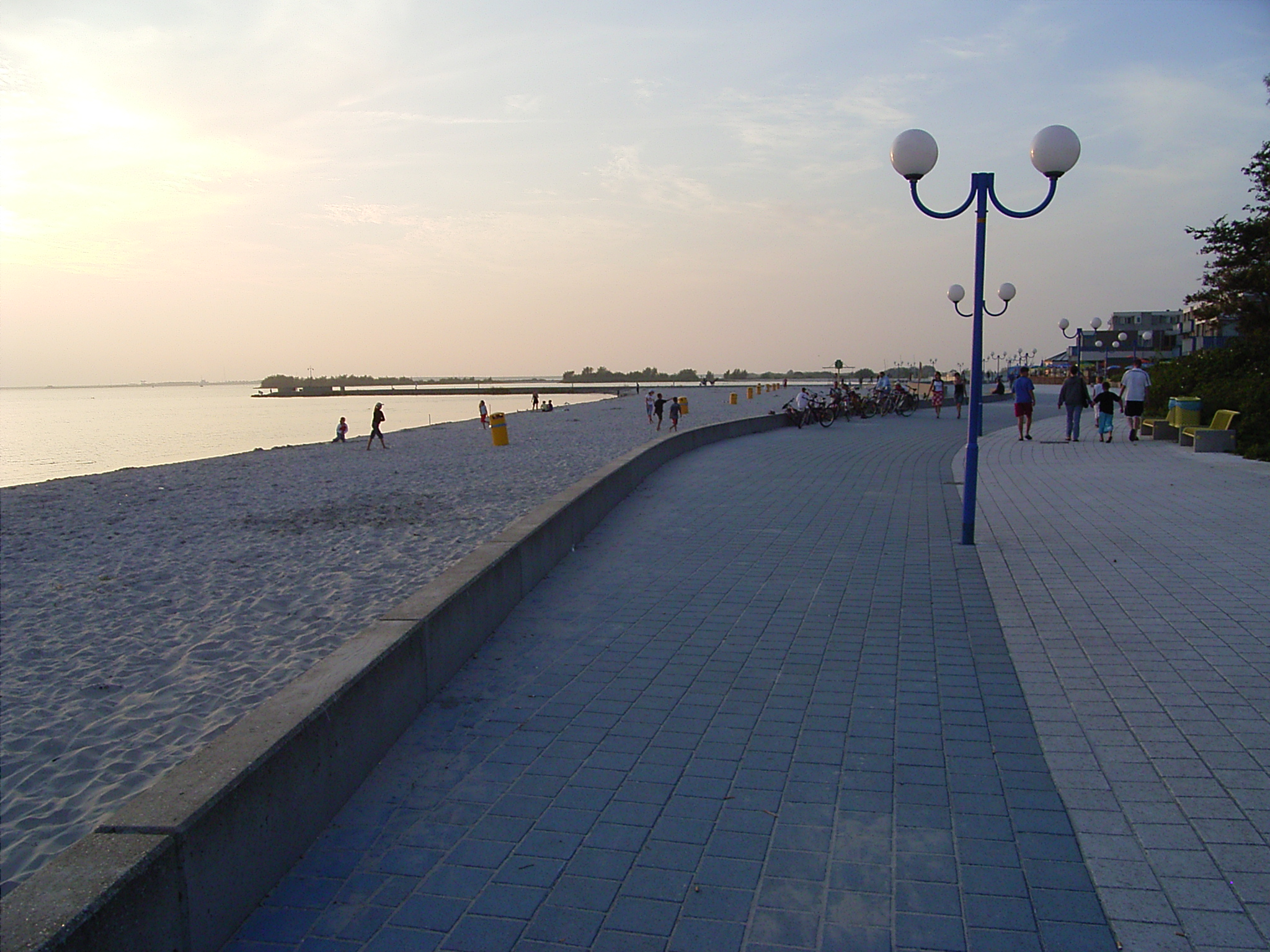
Plaża w Makkum